# アクアテラリウム

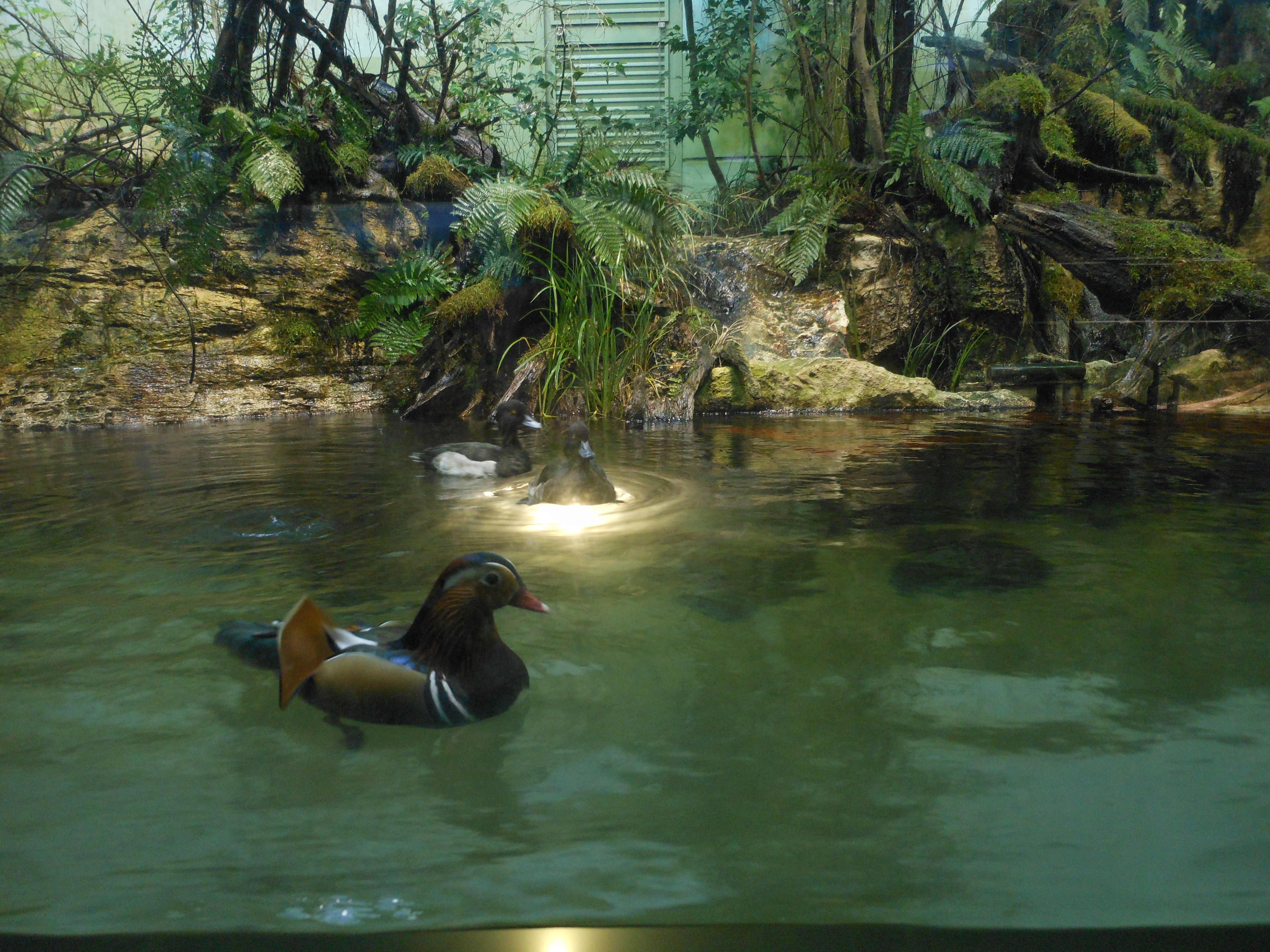
鳥羽水族館のアクアテラリウム

アクアテラリウム（aqua terrarium）は、一つの飼育槽の中に水中部分と陸地部分が混在している動植物の飼育スタイル。水陸混在ということでアクアリウムとテラリウムを合体した造語である。主に淡水の水辺を再現したものが多い。

## 概要
この飼育方法は観賞して楽しむことに適しているため、美しい熱帯魚や水草などを飼育することが多い。また両生類である半水棲の有尾目やカエル等、爬虫類では半水棲のカメの飼育にも適している。
前者の場合、流木などの一部を水上に出して、そこに植物やコケ類を植えて楽しんだり、石を組んで小さな滝を作ったりする。後者の場合は「観賞」より「飼育」という目的が強い。
水中と陸上を同時に維持することは非常に難しい。それ故に、愛好家たちは試行錯誤を繰り返しながら、技術を高めている。
日本の水族館では、鳥羽水族館などが有名である。また、水族館で海獣などを展示している水槽も、広い意味ではアクアテラリウムといえるだろう。

## 生物（動物）
どの程度の数の水場を、どのくらいの水量で設ければ、アクアテラリウムと呼ぶかという定義はない。一般的には、生物が遊泳出来るスペース。もしくは、水飲み場や水浴び場という目的でない、観察・観賞目的で水場を設置した場合に「アクアテラリウム」という呼び方がされることが多い。大型で代謝が多い生物は、管理の都合上からシンプルなレイアウトで飼育されることが多い。

### 魚
メダカや熱帯魚が飼われることが多いが、金魚などを飼うものも存在する。アクアテラリウムはレイアウトが複雑になる傾向があり、同サイズの水槽を用いてアクアリウムと作る場合と比べて実質的な水量が減るため、レイアウトを壊さず、代謝が少ない小型の魚が飼育されるケースが多い。ただし、一般家庭では現実的ではないが動物園や水族館のような大型飼育施設の場合は、アロワナやピラルクなどの大型魚を飼育することもある。（海遊館やサンシャイン水族館などが好例である）

### 両生類
半水棲のカエルや有尾目等が飼育される。カジカガエルなど。

### 爬虫類
主に半水棲のカメが飼われることが多いが、水棲のトカゲやヘビが飼育されるケースがある。「魚」の項目と同様に、動物園・水族館レベルの大規模施設ではワニの飼育もアクアテラリウムに含まれる。

### 昆虫
ホタルやミズカマキリなどを飼育する人もいる。

### 甲殻類
サワガニやザリガニなど。

## 生物（植物）
アクアテラリウムでは水陸で様々な植物が育てられる。一般的な多くの園芸植物では、水分過多から来る根腐れ、光量不足（蛍光灯では多くの陸生植物にとって暗すぎる）などのトラブルが起こりやすいため、水に強い植物もしくは水陸両用の植物、耐陰性の強い植物が選択され、使用される。

### コケ
湿気が多く暗い環境になりがちなアクアテラリウムでは、コケがよく使われている。代表的なものでは、ウィローモスなどの水陸両用のコケ植物があるが、湿気を好むものなら、陸生のコケも使用される。
着生する種は、構造物の隙間を埋めて隠すことや、保水効果なども期待できる。

### シダ
耐陰性があり、湿気を好むものも多いために使われる。一般家庭や販売店に置かれているサイズのアクアテラリウムでは、プテリスやアジアンタムなどの小型種がよく使われる。また、水草として販売されているミクロソリウムなども水上葉、水中葉ともによく使われる。

### ミニ観葉植物
ポトスやスパティフィラムなど「ミニ観葉」「ハイドロカルチャー」として売られている観葉植物も使われる。
人工光源を使用することが多いため、耐陰性が強い種類が好まれる。日光を利用できれば、使用できる陸生植物の幅は広がるため、他にも様々な園芸用植物が栽培できる。

### 水草や水辺植物
水中部分ではアクアリウムで使われる水草を使う場合がほとんど。水上部分においても、水上葉にした「アクアリウム用の水草」が用いられることがある。しかし、水草は水中では、陸生植物に比べて光線の要求量が少ないため蛍光灯でも育つが、陸に上げると、一般的な陸生植物同様に強い光を求めることがあるので、注意を要する。水上で、比較的に耐陰性が強いものではアヌビアスやクリプトコリネなど、薄暗いジャングルの水辺に生息するものがある。エキノドルスや有茎草も使うことは可能だが、メタルハライドランプなどの強めの照明が必要となる。